# Antonio Santacroce
Antonio Santacroce (Roma, 1º agosto 1599 – Roma, 25 novembre 1641) è stato un cardinale e arcivescovo cattolico italiano.

## Biografia
Nacque a Roma da Marcello Publicola Santacroce (divenuto nel 1639 marchese di Pietraforte) e da Porzia dei marchesi del Drago; la sua famiglia diede numerosi cardinali alla Chiesa cattolica (furono cardinali anche lo zio di Antonio, Prospero, suo nipote Marcello e il pronipote Andrea).
Fu educato a Roma e ottenne un dottorato in diritto: entrò alla Corte pontificia nel 1621, sotto papa Gregorio XV, come prelato domestico, e il 24 marzo 1621 venne nominato protonotario apostolico; fu poi governatore delle province di Campagna e Marittima (dal 1625) e venne inviato a Parigi come legato a latere con il cardinale Francesco Barberini.
Nonostante non avesse ancora raggiunto l'età necessaria di 30 anni, il 1º marzo 1627 venne eletto arcivescovo titolare di Seleucia di Isauria da papa Urbano VIII e ricevette l'ordine episcopale il 21 marzo dello stesso anno nella chiesa di Sant'Andrea della Valle dal vescovo di Viterbo, il cardinale Tiberio Muti: il 16 aprile fu nominato nunzio apostolico in Polonia.
Fu creato cardinale presbitero del titolo dei Santi Nereo ed Achilleo nel concistoro del 19 novembre 1629 e dal 1631 al 1634 fu cardinale legato di Bologna.
Il 10 marzo 1631 fu trasferito alla sede metropolitana di Chieti e poi, il 9 giugno 1636, a quella di Urbino: non si occupò quasi mai dell'amministrazione delle sue diocesi e preferì delegare i suoi compiti a vicari. Rassegnò, comunque, le sue dimissioni nel 1639.
Morì di tubercolosi a Roma nel 1641 e fu sepolto nella chiesa di Santa Maria in Publicolis.

## Genealogia episcopale e successione apostolica
La genealogia episcopale è:
- Cardinale Guillaume d'Estouteville, O.S.B.Clun.
- Papa Sisto IV
- Papa Giulio II
- Cardinale Raffaele Sansone Riario
- Papa Leone X
- Papa Paolo III
- Cardinale Francesco Pisani
- Cardinale Alfonso Gesualdo di Conza
- Papa Clemente VIII
- Papa Paolo V
- Cardinale Scipione Caffarelli-Borghese
- Cardinale Tiberio Muti
- Cardinale Antonio Santacroce

La successione apostolica è:
- Vescovo Dionisio Tomacelli, O.Carm. (1631)
- Vescovo Ottavio Asinari, B. (1634)
- Vescovo Alexander Sokołowski (1636)
- Vescovo Michael Chumberg, O.F.M. (1640)
- Vescovo Raffaele Pizzorno, O.M. (1640)
- Vescovo Giovanni Lucas Moncalvi (1640)